# Riley Steele
Riley Steele (Los Angeles, 26 de agosto de 1987) é uma modelo e atriz pornográfica norte-americana.

## Filmografia
| Título do filme | Ano  |
| Bad Girls # 2   | 2009 |
| Babysitters 2   | 2011 |
| Tara’s Titties  | 2011 |
| Teachers        | 2011 |
| Body Heat       | 2011 |

Obs: Todos os filmes em que Riley Steele participa foram produzidos e distribuidos pela Digital Playground.

## Prêmios e indicações
| Ano  | Cerimônia                   | Categoria                                                                                        | Trabalho            |
| ---- | --------------------------- | ------------------------------------------------------------------------------------------------ | ------------------- |
| 2011 | AVN Awards                  | Best All-Girl Group Sex Scene (com Kayden Kross, Jesse Jane, Katsuni & Raven Alexis)             | Body Heat           |
| 2011 | AVN Awards                  | Crossover Star of the Year                                                                       | —                   |
| 2011 | AVN Awards                  | Fan Award - Wildest Sex Scene (com Kayden Kross, Jesse Jane, Katsuni & Raven Alexis)             | —                   |
| 2011 | XBIZ Awards                 | Crossover Star of the Year                                                                       | —                   |
| 2011 | XRCO Awards                 | Mainstream Adult Media Favorite                                                                  | —                   |
| 2012 | AVN Awards                  | Fan Award - Best Body                                                                            | —                   |
| 2012 | AVN Awards                  | Fan Award - Favorite Porn Star                                                                   | —                   |
| 2012 | AVN Awards                  | Fan Award - Hottest Sex Scene (com Jesse Jane, Kayden Kross, Stoya, BiBi Jones & Manuel Ferrara) | Babysitters 2       |
| 2012 | AVN Awards                  | Fan Award - Twitter Queen                                                                        | —                   |
| 2012 | NightMoves Awards           | Best Overall Body                                                                                | —                   |
| 2013 | AVN Awards                  | Fan Award - Favorite Body                                                                        | —                   |
| 2013 | AVN Awards                  | Fan Award - Favorite Porn Star                                                                   | —                   |
| 2013 | RogReviews Fan Faves Awards | Favorite Female Performer                                                                        | —                   |
| 2013 | XBIZ Awards                 | Best Scene - Vignette Release (com Erik Everhard)                                                | In Riley's Panties  |
| 2013 | XBIZ Awards                 | Best Scene - All-Girl (com Jesse Jane, Kayden Kross, Selena Rose & Vicki Chase)                  | Mothers & Daughters |